# Grand Prix moto de République tchèque 1997
Le Grand Prix moto de République tchèque 1997 est le douzième rendez-vous de la saison du championnat du monde de vitesse moto 1997. Il s'est déroulé sur le circuit de Masaryk du 29 au 31 août 1997. C'est la 5e édition du Grand Prix moto de République tchèque.

## Classement final 500 cm3
| Pos. | Pilote              | Constructeur | Temps/Écart     | Points |
| ---- | ------------------- | ------------ | --------------- | ------ |
| 1    | Mickael Doohan      | Honda        | 45 min 25 s 012 | 25     |
| 2    | Luca Cadalora       | Yamaha       | +14 s 858       | 20     |
| 3    | Nobuatsu Aoki       | Honda        | +15 s 110       | 16     |
| 4    | Alex Criville       | Honda        | +15 s 323       | 13     |
| 5    | Norifumi Abe        | Yamaha       | +15 s 648       | 11     |
| 6    | Takuma Aoki         | Honda        | +16 s 846       | 10     |
| 7    | Régis Laconi        | Honda        | +48 s 778       | 9      |
| 8    | Alex Barros         | Honda        | +48 s 945       | 8      |
| 9    | Kenny Roberts Jr    | Modenas      | +50 s 117       | 7      |
| 10   | Daryl Beattie       | Suzuki       | +1 min 02 s 377 | 6      |
| 11   | Jurgen vd Goorbergh | Honda        | +1 min 07 s 852 | 5      |
| 12   | Anthony Gobert      | Suzuki       | +1 min 39 s 033 | 4      |
| 13   | Alberto Puig        | Honda        | +1 min 45 s 597 | 3      |
| 14   | Laurent Naveau      | ROC Yamaha   | +1 tour         | 2      |
| Abd. | Lucio Pedercini     | ROC Yamaha   | Abandon         |        |
| Abd. | Jurgen Fuchs        | Elf 500      | Abandon         |        |
| Abd. | Tadayuki Okada      | Honda        | Abandon         |        |
| Abd. | Carlos Checa        | Honda        | Abandon         |        |
| Abd. | Frédéric Protat     | Honda        | Abandon         |        |
| Abd. | Jean-Michel Bayle   | Modenas      | Abandon         |        |
| Abd. | Sete Gibernau       | Yamaha       | Abandon         |        |
| Abd. | Kirk McCarthy       | Yamaha       | Abandon         |        |
| Abd. | Doriano Romboni     | Aprilia      | Abandon         |        |
| Abd. | Juan Borja          | Elf 500      | Abandon         |        |

## Classement final 250 cm3
| Pos  | Pilote               | Constructeur | Temps/Écart     | Points |
| ---- | -------------------- | ------------ | --------------- | ------ |
| 1    | Max Biaggi           | Honda        | 42 min 06 s 724 | 25     |
| 2    | Olivier Jacque       | Honda        | +0 s 514        | 20     |
| 3    | Tetsuya Harada       | Aprilia      | +9 s 992        | 16     |
| 4    | Ralf Waldmann        | Honda        | +13 s 153       | 13     |
| 5    | Tohru Ukawa          | Honda        | +31 s 776       | 11     |
| 6    | Takeshi Tsujimura    | TSR-Honda    | +38 s 777       | 10     |
| 7    | Stefano Perugini     | Aprilia      | +43 s 740       | 9      |
| 8    | Giuseppe Fiorillo    | Aprilia      | +58 s 722       | 8      |
| 9    | Cristiano Migliorati | Honda        | +59 s 569       | 7      |
| 10   | Sebastian Porto      | Aprilia      | +1 min 03 s 501 | 6      |
| 11   | José Luis Cardoso    | Yamaha       | +1 min 12 s 403 | 5      |
| 12   | Emilio Alzamora      | Honda        | +1 min 17 s 559 | 4      |
| 13   | Jamie Robinson       | Suzuki       | +1 min 25 s 621 | 3      |
| 14   | Osamu Miyazaki       | Yamaha       | +1 min 26 s 471 | 2      |
| 15   | Franco Battaini      | Yamaha       | +1 min 31 s 953 | 1      |
| 16   | Eustaquio Gavira     | Aprilia      | +1 min 34 s 293 |        |
| 17   | Claudio Vanzetta     | Aprilia      | +1 min 58 s 858 |        |
| 18   | Kurtis Roberts       | Honda        | +1 tour         |        |
| 19   | Oscar Sainz          | Yamaha       | +1 tour         |        |
| 20   | Radomil Rous         | Yamaha       | +1 tour         |        |
| Abd. | Luca Boscoscuro      | Honda        | Abandon         |        |
| Abd. | Idalio Gavira        | Aprilia      | Abandon         |        |
| Abd. | Haruchika Aoki       | Honda        | Abandon         |        |
| Abd. | Vladimir Castka      | Honda        | Abandon         |        |
| Abd. | Maurice Bolwerk      | Honda        | Abandon         |        |
| Abd. | William Costes       | Honda        | Abandon         |        |
| Abd. | Noriyasu Numata      | Suzuki       | Abandon         |        |
| Abd. | Oliver Petrucciani   | Aprilia      | Abandon         |        |
| Abd. | Bohumil Stasa        | Aprilia      | Abandon         |        |
| Abd. | Loris Capirossi      | Aprilia      | Abandon         |        |

## Classement final 125 cm3
| Pos  | Pilote             | Constructeur | Temps/Écart     | Points |
| ---- | ------------------ | ------------ | --------------- | ------ |
| 1    | Noboru Ueda        | Honda        | 42 min 13 s 666 | 25     |
| 2    | Tomomi Manako      | Honda        | +0 s 170        | 20     |
| 3    | Valentino Rossi    | Aprilia      | +0 s 328        | 16     |
| 4    | Roberto Locatelli  | Honda        | +0 s 776        | 13     |
| 5    | Lucio Cecchinello  | Honda        | +0 s 883        | 11     |
| 6    | Gianluigi Scalvini | Honda        | +0 s 960        | 10     |
| 7    | Steve Jenkner      | Aprilia      | +1 s 054        | 9      |
| 8    | Masaki Tokudome    | Aprilia      | +1 s 162        | 8      |
| 9    | Kazuto Sakata      | Aprilia      | +3 s 442        | 7      |
| 10   | Youichi Ui         | Yamaha       | +6 s 062        | 6      |
| 11   | Garry McCoy        | Aprilia      | +11 s 579       | 5      |
| 12   | Mirko Giansanti    | Honda        | +11 s 756       | 4      |
| 13   | Manfred Geissler   | Aprilia      | +11 s 885       | 3      |
| 14   | Jaroslav Huleš     | Honda        | +12 s 801       | 2      |
| 15   | Frédéric Petit     | Honda        | +13 s 289       | 1      |
| 16   | Enrique Maturana   | Yamaha       | +29 s 524       |        |
| 17   | Marco Melandri     | Honda        | +29 s 622       |        |
| 18   | Josep Sarda        | Honda        | +35 s 321       |        |
| 19   | Dirk Raudies       | Honda        | +1 min 04 s 317 |        |
| 20   | Emanuel Buchner    | Aprilia      | +1 min 04 s 517 |        |
| 21   | Igor Kalab         | Honda        | +1 min 44 s 329 |        |
| Abd. | Ivan Goi           | Aprilia      | Abandon         |        |
| Abd. | Michal Brezina     | Honda        | Abandon         |        |
| Abd. | Masao Azuma        | Honda        | Abandon         |        |
| Abd. | Yoshiaki Katoh     | Yamaha       | Abandon         |        |
| Abd. | Angel Nieto Jr     | Aprilia      | Abandon         |        |
| Abd. | Gino Borsoi        | Yamaha       | Abandon         |        |
| Abd. | Chris Burns        | Honda        | Abandon         |        |
| Abd. | Jorge Martínez     | Aprilia      | Abandon         |        |